# イーグル (アイダホ州)
イーグル（Eagle）は、アメリカ合衆国アイダホ州のエイダ郡にある都市。人口は3万0376人（2020年）。州都ボイシの北に隣接する富裕層住宅地である。

## 概要
ボイシ都市圏の拡大に伴いイーグルの人口は急速に増加している。2023年のロサンゼルスタイムズの記事によれば、イーグルの新住民の多くはカリフォルニア州の定年退職者だという。

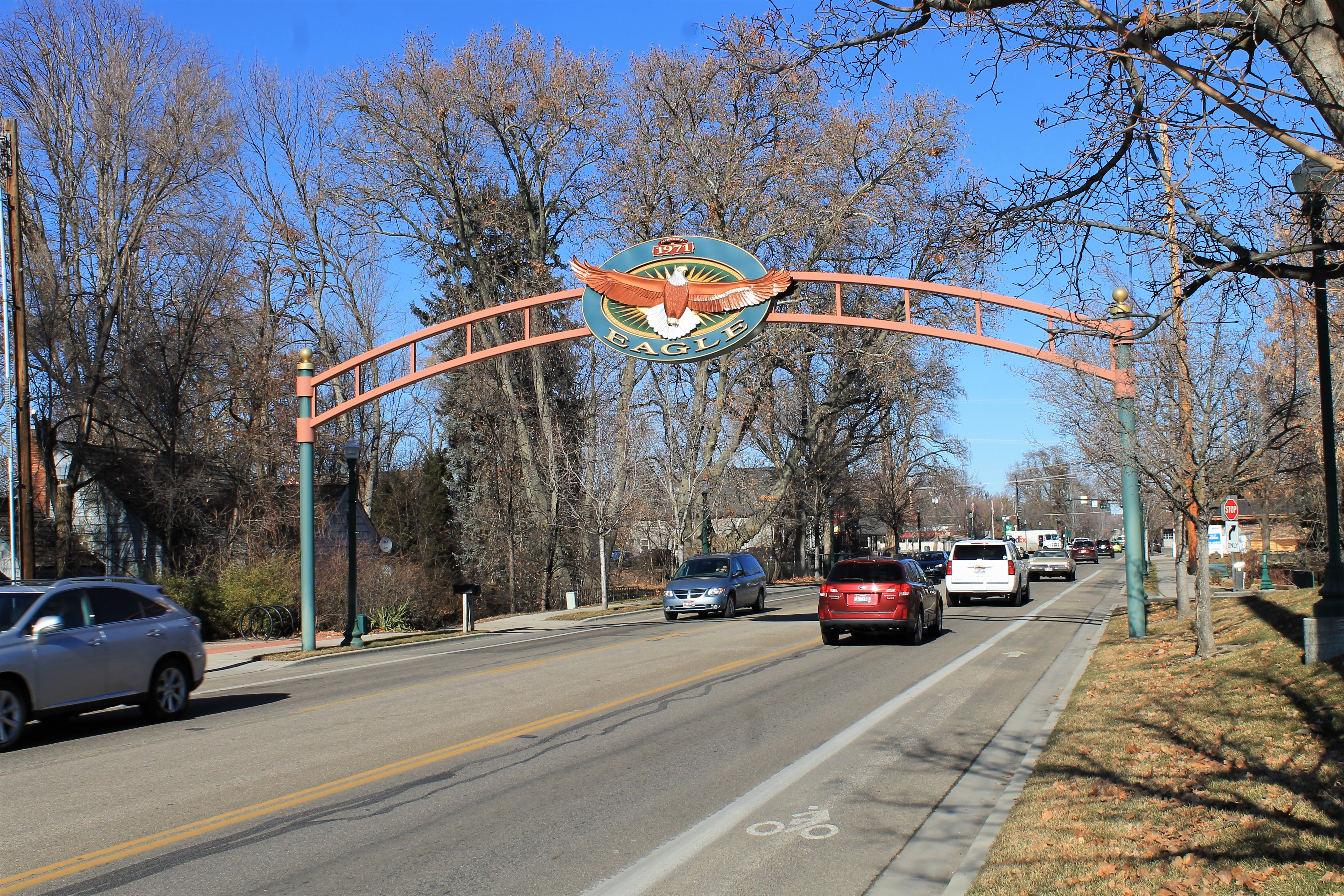
エントランス ゲート

## 関係者
- ラリー・クレイグ：政治家